# Tumua Anae
Tumuaialii "Tumua" Anae (ur. 16 października 1988) – amerykańska piłkarka wodna. Złota medalistka olimpijska z Londynu
Jest bramkarką. W reprezentacji debiutowała w 2010. Zawody w 2012 były jej pierwszymi igrzyskami olimpijskimi, Amerykanki triumfowały, w finale pokonując Hiszpanki. Z kadrą brała udział m.in. w mistrzostwach świata w 2011. W tym samym roku zwyciężyła w igrzyskach panamerykańskich.